# 세스 프랭코프
제임스 세스 후랭코프(James Seth Frankoff, 1988년 8월 27일 ~ )는 미국의 야구 선수이자, 전 멕시칸 리그 디아블로스 로호스 델 멕시코의 투수이다. KBO 등록명은 '후랭코프'였다.

## 선수 시절

### 미국 프로야구 시절
2010년에 오클랜드 애슬레틱스에 입단하였다.

### 한국 프로야구 시절

#### 두산 베어스시절
2018년부터 마이클 보우덴을 대체할 외국인 투수로 영입되었다.

##### 2018 시즌
시즌 18승 3패, 평균자책점 3.74를 기록하며 다승 1위를 차지했고, 한국시리즈에서도 좋은 성적을 기록했다.

##### 2019 시즌
시즌 9승 8패, 평균자책점 3.61을 기록했다. 시즌 후 재계약에 실패했다.

### 미국 프로야구 복귀
2020년에 샌디에이코 파드리스에 입단하였다.

### 멕시코 프로야구 시절
2022년에 디아블로스 로호스 델 멕시코에 입단하였다.